# 4959 Ніїноама
4959 Ніїноама (4959 Niinoama) — астероїд головного поясу, відкритий 15 серпня 1991 року.
Тіссеранів параметр щодо Юпітера — 3,189.
Названий на честь Ніїноами, дружини Кійоморі.